# Boswau & Knauer

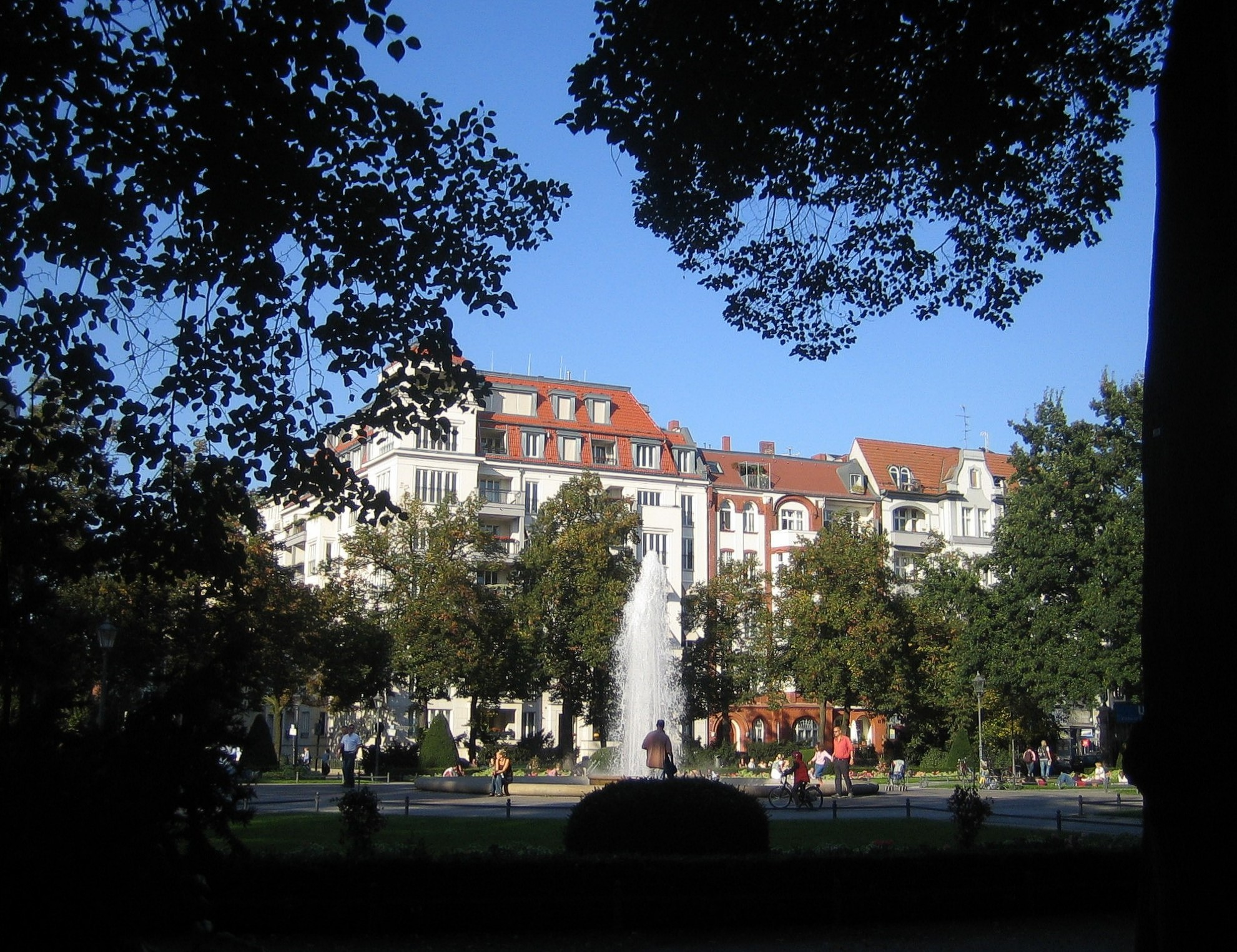
Erster Unternehmenssitz in Berlin-Schöneberg, Viktoria-Luise-Platz 9

Boswau & Knauer war ein 1892 in Berlin gegründetes, später in Düsseldorf ansässiges deutsches Bauunternehmen. Als Aktiengesellschaft ging es in den 1980er Jahren auf die Walter Thosti Boswau (WTB) mit Sitz in Augsburg über. Das Unternehmen arbeitete mit Architekten wie Albert Froelich zusammen, beschäftigte zeitweilig auch eigene Architekten wie etwa Otto Rehnig oder baute nach Plänen fremder Architekten wie Johann Emil Schaudt oder Bernhard Sehring insbesondere Großbauten. Es war in den 1920er Jahren Marktführer der deutschen Bauwirtschaft.

## Geschichte
Das Unternehmen wurde 1892 ursprünglich als Stuckateurbetrieb von dem Architekten Paul Boswau und dem Kaufmann Hermann Knauer gegründet, zunächst in der Rechtsform einer Offenen Handelsgesellschaft. Paul Boswau schied schon 1893 wieder aus der Gesellschaft aus, Hermann Knauer leitete sie bis zu seinem Tod 1909, zu dieser Zeit wurde sie in der Fachpresse als Industriebetrieb der Baukunst kritisiert. Trotz Knauers Ausscheiden und des von Architekten kritisierten früheren Geschäftsmodells wurde die Firma Boswau & Knauer beibehalten, das zwischenzeitlich als GmbH geführte Unternehmen wurde zu Beginn der Weimarer Republik 1922 in eine Aktiengesellschaft umgewandelt. Spätestens ab 1924 war Max Knüttel Vorstand der AG.
Eines der Arbeitsgebiete des Unternehmens waren ursprünglich vergängliche, kurzzeitige Ausstellungsbauten wie etwa Alpenpanoramen in Rabitzbauweise.

Aktie über 1000 RM der Boswau & Knauer AG vom November 1940

Das Unternehmen hatte in den 1920er Jahren seinen Sitz im Gebäude Mohrenstraße 9 in der Berliner Friedrichstadt und war nun spezialisiert auf Hoch-, Tief- und Eisenbetonbau. Es betrieb seinerzeit Zweigstellen in Brandenburg an der Havel, Düsseldorf, Gleiwitz, Hamburg, Hannover und Köln. Daneben betrieb es Säge-, Hobel- und Holzimprägnierwerke in Hüfingen und Unterlüß.
Nach dem Zweiten Weltkrieg, in dem Boswau & Knauer „erhebliche Kriegsverluste“ verzeichnete, wurde der Sitz 1949 nach Düsseldorf verlegt. Das Unternehmen, das Anfang der 1960er Jahre bei einem Kapitalstock von knapp 10 Millionen DM rund 160 Millionen Mark Gesamtumsatz machte und rund 3000 Mitarbeiter beschäftigte, geriet unter dem Vorstandsvorsitzenden Hans-Joachim Hänchen insbesondere bezüglich der Bilanzierung der Kölner Tochtergesellschaft Artur Simon Baugesellschaft mbH in die Schlagzeilen. 1967 war das Kapital bei einem Umsatz von mehr als 200 Millionen DM auf rund 40 Millionen DM angestiegen, Boswau & Knauer schrieb dennoch rote Zahlen und machte, seinerzeit weitgehend in der Hand der gewerkschaftseigenen Deutsche Bauhütten GmbH, trotz Entlassung von 1000 Arbeitnehmern durch langjährige Nichtzahlung von Dividenden von sich reden.
1982 wurde Boswau & Knauer durch die Thosti AG übernommen, die im Folgejahr 1983 auf die Augsburger Walter Thosti Boswau (WTB) fusionierte.

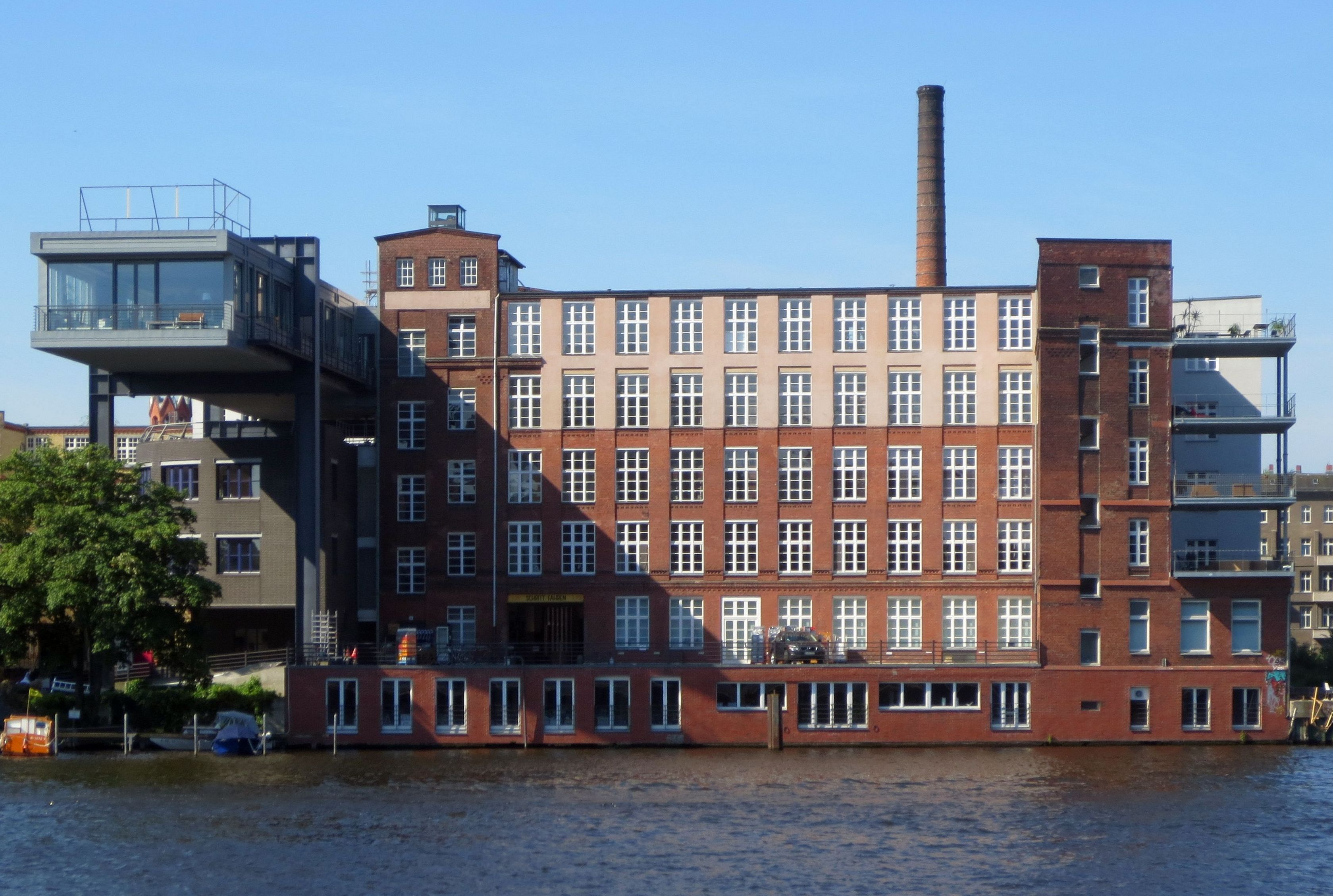
Industriepalast am Schlesischen Tor in Berlin, Blick von der Spree

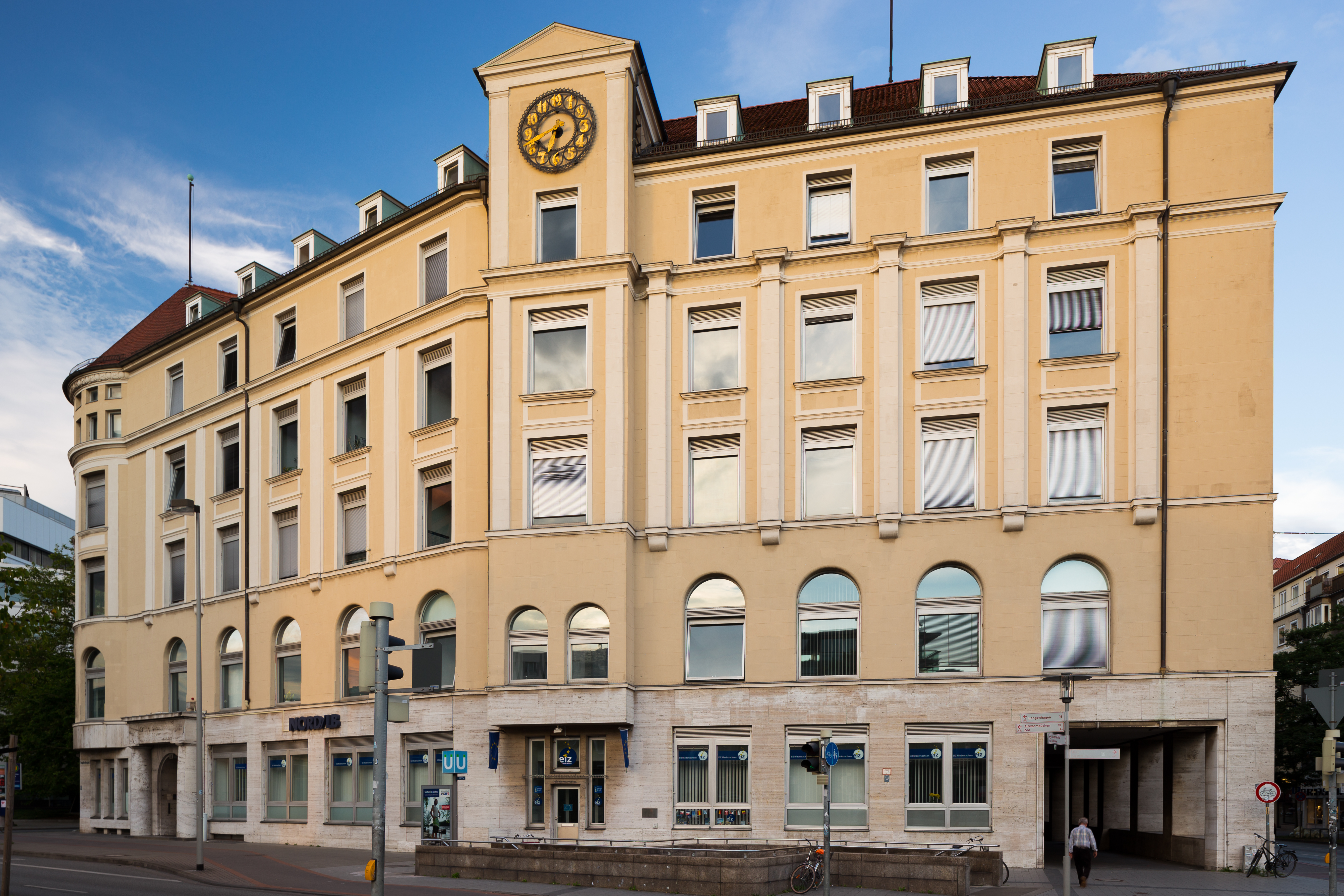
Hansa-Haus in Hannover

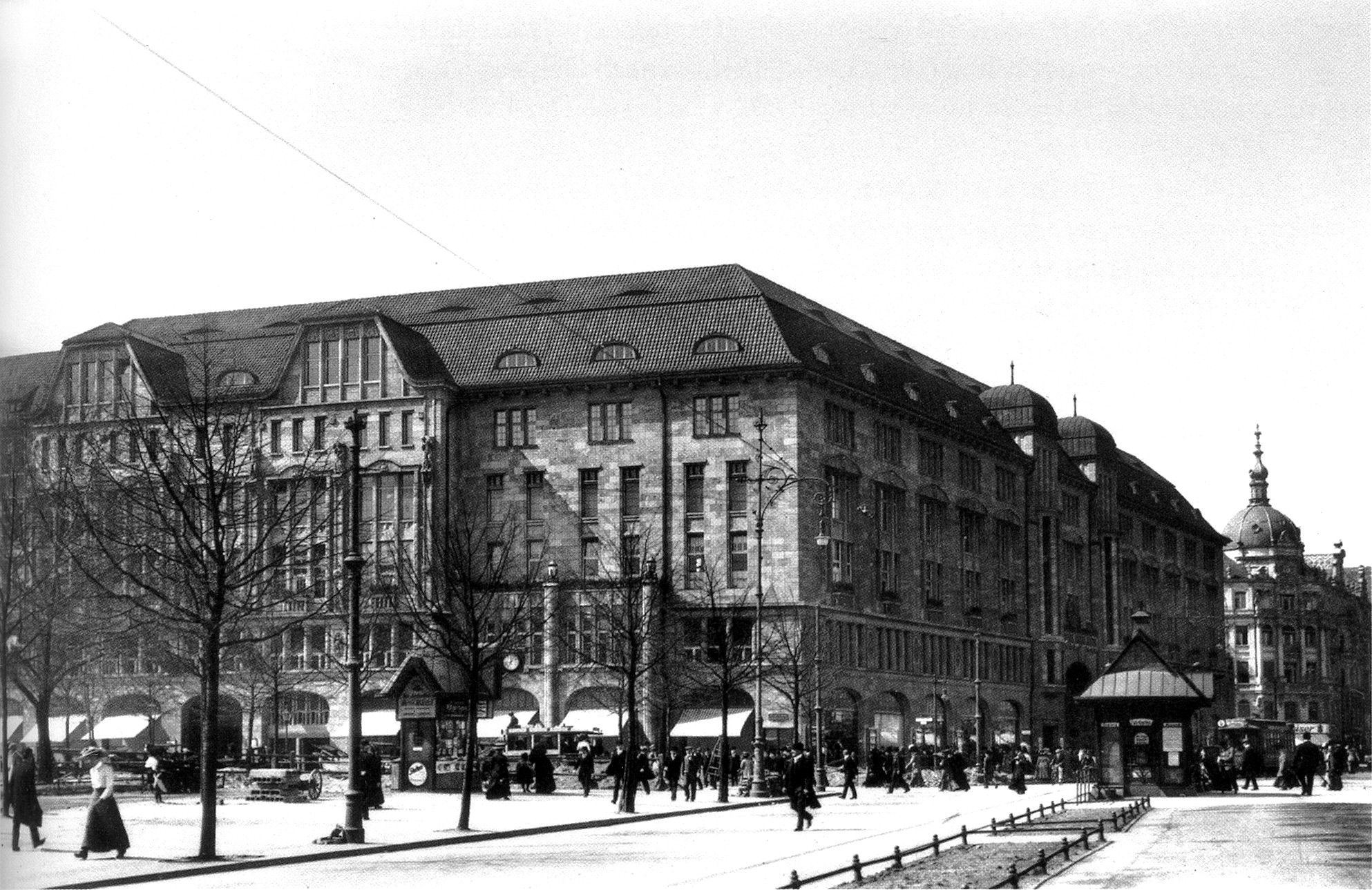
Kaufhaus des Westens (KaDeWe) in Berlin nach Plänen von Johann Emil Schaudt, kurz nach der Fertigstellung

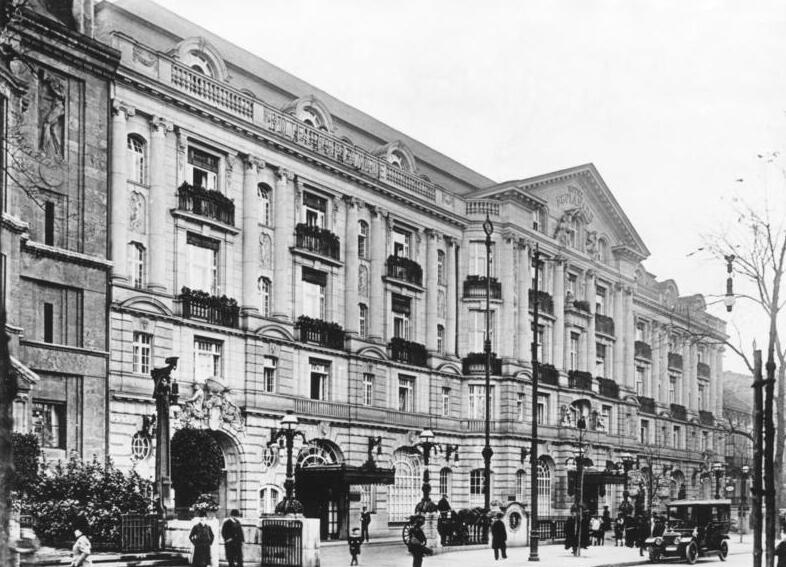
Grand Hôtel Esplanade in Berlin nach Plänen von Otto Rehnig, 1920er Jahre

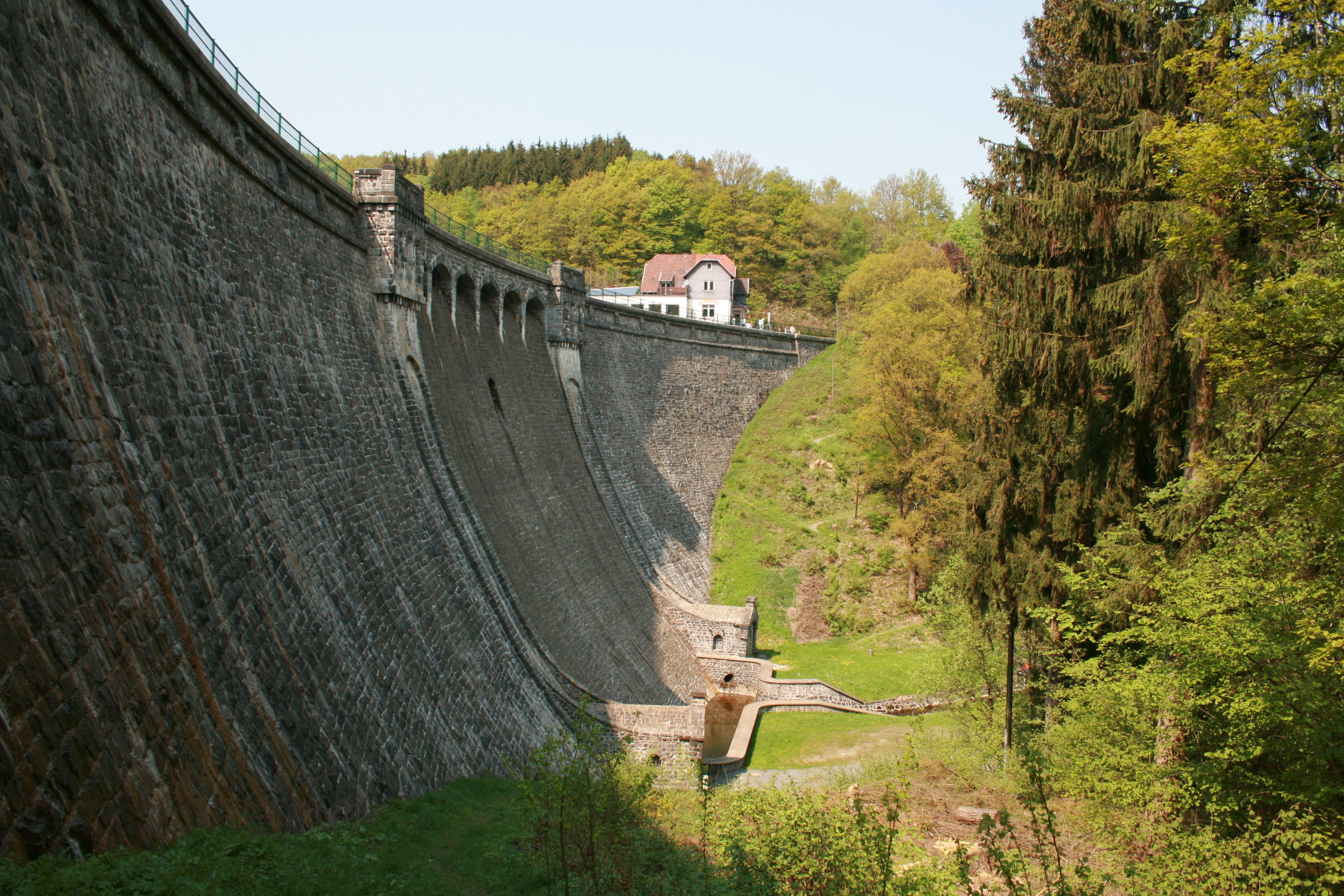
Oestertalsperre
(Foto 2009)

## Bauten
- 1895: Arabisches Café in Düsseldorf
- 1897: Wohn- und Geschäftshaus, Bahnhofstraße 9, Aue i. S.[10]
- 1900–1902: Baumwollbörse in Bremen
- 1901–1902: Unternehmenssitz in Berlin-Schöneberg,[3] Viktoria-Luise-Platz 9 / Motzstraße 55 (unter Denkmalschutz)[11]
- 1904–1905: Schauspielhaus Düsseldorf[12]
- 1905–1906: Neues Schauspielhaus in Berlin-Schöneberg
- 1906: Thalia-Theater in Wuppertal
- 1905–1906: Büro- und Geschäftshaus Hansa-Haus in Hannover[13]
- 1905–1906: Warenhaus Leonhard Tietz in Aachen
- 1905–1907: Kaufhaus des Westens (KaDeWe) in Berlin nach Plänen von Johann Emil Schaudt[3]
- 1905–1907: Übernahme des zuvor von anderen Bauunternehmen begonnenen, jedoch durch Konkurs bisher nicht fertiggestellten Baus der Oestertalsperre (eingeweiht am 31. Juli 1907)[2]
- 1905–1909: Hotel Excelsior in Berlin nach Plänen von Otto Rehnig[3]
- 1905–1907: Haus Puricelli, Düsseldorf, nach Plänen des Münchner Architekten Gabriel von Seidl
- bis 1907: Rheinhof, Düsseldorf
- 1907: Bismarckturm in Aachen
- um 1907: Industriepalast am Schlesischen Tor in Berlin[14]
- 1907–1908: Grand Hôtel Esplanade in Berlin nach Plänen von Otto Rehnig[3]
- 1930–1931: VDE-Haus in Berlin nach Plänen des Architekten Hans Hertlein[15][16]

## Schriften
- Boswau & Knauer GmbH (Hrsg.): Bauausführungen 1–2. Berlin u. a. o. J. [um 1905].
- Geschäftshaus der Firma Boswau & Knauer. Inhaber Hermann Knauer. Berlin W. 30. Victoria Luise-Platz 9, (Berlin: Lezius), [1921]; unkommentierte „Visitenkarte“ als fotografische Präsentation auf 39 Bildtafeln des Firmensitzes[3]